# Computerführerschein

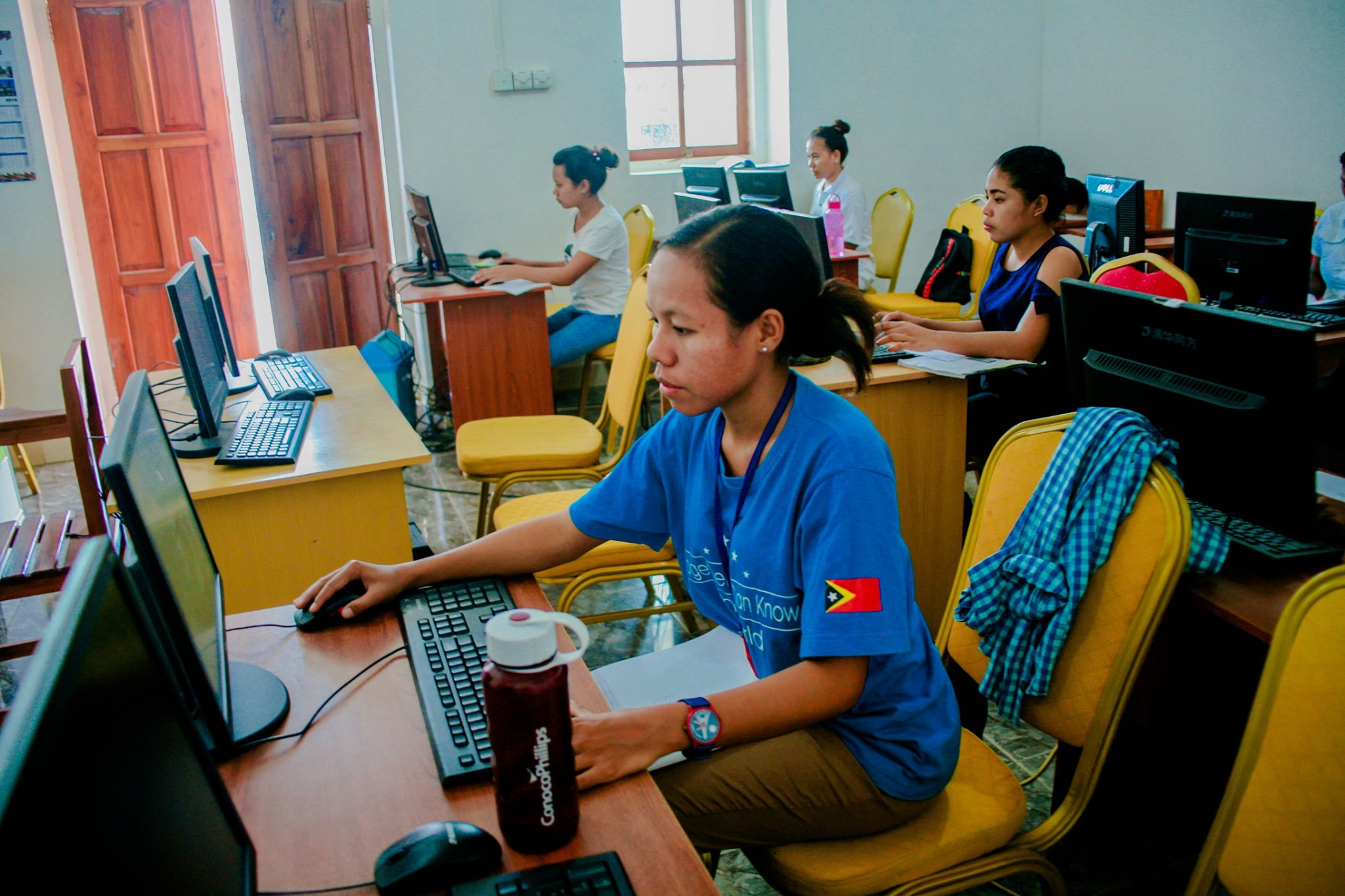
Auch in der Dritten Welt immer wichtiger: Ein Computerkurs in Osttimor

Computerführerschein, teils auch Computerpass und eher selten auch Computerdiplom, ist die Bezeichnung für einen Kenntnisnachweis im EDV-Bereich. Heute versteht man darunter im Allgemeinen den Nachweis für den Besuch eines Lehrgangs, der den Absolventen zur qualifizierten Verwendung eines Computers mit Anwendungsprogrammen befähigt. Dazu gehören grundlegende Kenntnisse über Hardware, die Verwendung eines Betriebssystems und die Arbeit mit Officeprogrammen, sowie meist auch Internetnutzung unter Verwendung von E-Mails.

## Geschichte
1985 entwickelte ein Studentenverein in Bochum ein Konzept für einen Kurs mit 30 Doppelstunden für arbeitslose Jungakademiker. Das Ziel war die Vermittlung von Kenntnissen, die die Entwicklung von Algorithmen ermöglichen sollten, die sich in jede höhere Programmiersprache – beispielsweise Pascal – übersetzen lassen. Es stand damit die Vermittlung von Grundlagenwissen im Vordergrund, nicht Anwenderwissen für Standardsoftware. Einen anderen Kurs (drei Monate Vollzeit oder Abendkurs) gab es zur selben Zeit in München. Das dreistufige Angebot für Sekretärinnen, Sachbearbeiter, Buchhalter und Mitarbeiter kleiner Unternehmen beinhaltete Basiswissen zu mehreren Betriebssystemen und Grundlagenwissen zu mehreren Standardanwendungen, wie z. B. WordStar, Lotus 1-2-3, Entwicklung von Anwendungen und Programmierung in BASIC.

## Angebote zur Qualifizierung im Anwenderbereich
Es existieren verschiedene Modelle von Computerführerscheinen, die sich vorwiegend an unerfahrene Computerbenutzer im Privatbereich richten, teils aber auch in Schule, Ausbildung und Arbeitswelt eine Rolle spielen. Insbesondere beim professionellen Umgang mit Software findet dabei auch der Begriff Zertifizierung Verwendung.
Die bekanntesten Computerführerscheine bzw. Zertifizierungen sind:
- International Certification of Digital Literacy (ICDL), vormals Europäischer Computerführerschein (ECDL)[3]
- Xpert Europäischer Computer Pass

Die Übergänge zu professionellen Zertifizierungen, wie z. B. der frühere Microsoft Certified Systems Engineer (MCSE) und heutige Microsoft Certified Solutions Expert von Microsoft oder die Linux Professional Institute Certification (LPIC) beim freien Betriebssystem Linux, sind fließend.

## Niederschwellige Angebote für den Erwerb von Computer-Basiskenntnissen
Demgegenüber sind auch eine Reihe von niedrigschwelligen Kenntnisnachweisen anzutreffen, die sich gezielt an Anfänger bzw. jüngere Schüler wenden  und die meist nur regional verbreitet sind oder teils nur von einzelnen Bildungseinrichtungen oder Medienzentren angeboten werden. Hierzu gehören beispielsweise das Computerführerschein-Projekt an der Ganztagsschule Andernacher Straße in Bremen, der m.a.u.s.-P@ss an brandenburgischen Grund- und Förderschulen, oder das Computermaus-Diplom beim Schweizer Bildungsprojekt www.computermaus.ch, das von der Pädagogischen Hochschule des Kantons St. Gallen entwickelt wurde.